# Katharine Holmes
Katharine Holmes (Washington D.C., 15 juli 1993) is een Amerikaans schermster die actief is in de degen-categorie. 

## Biografie
Holmes begon op 9-jarige leeftijd met schermen. Op de Olympische Jeugdzomerspelen 2010 behaalde ze een bronzen medaille met het gemengd team en een vierde plaats in het individuele evenement. In 2011 maakte ze haar debuut bij de senioren op een wereldbeker-toernooi in Rio de Janeiro. 
Holmes studeerde neurowetenschappen aan de Princeton-universiteit.

## Palmares
- Olympische Jeugdspelen
  - 2010:  - degen gemengd team
  - 2010: 4e - degen individueel

- Pan-Amerikaanse kampioenschappen
  - 2013, 2014, 2015:  - degen team
  - 2014:  - degen individueel
  - 2015:  - degen individueel

- Pan-Amerikaanse Spelen
  - 2015:  - degen individueel
  - 2015:  - degen team

## Wereldranglijst
Degen
| Jaar   | 2011 | 2012 | 2013 | 2014 | 2015 |
| ------ | ---- | ---- | ---- | ---- | ---- |
| Plaats | 507  |      | 32   | 28   | 24   |